# Michel Ansermet

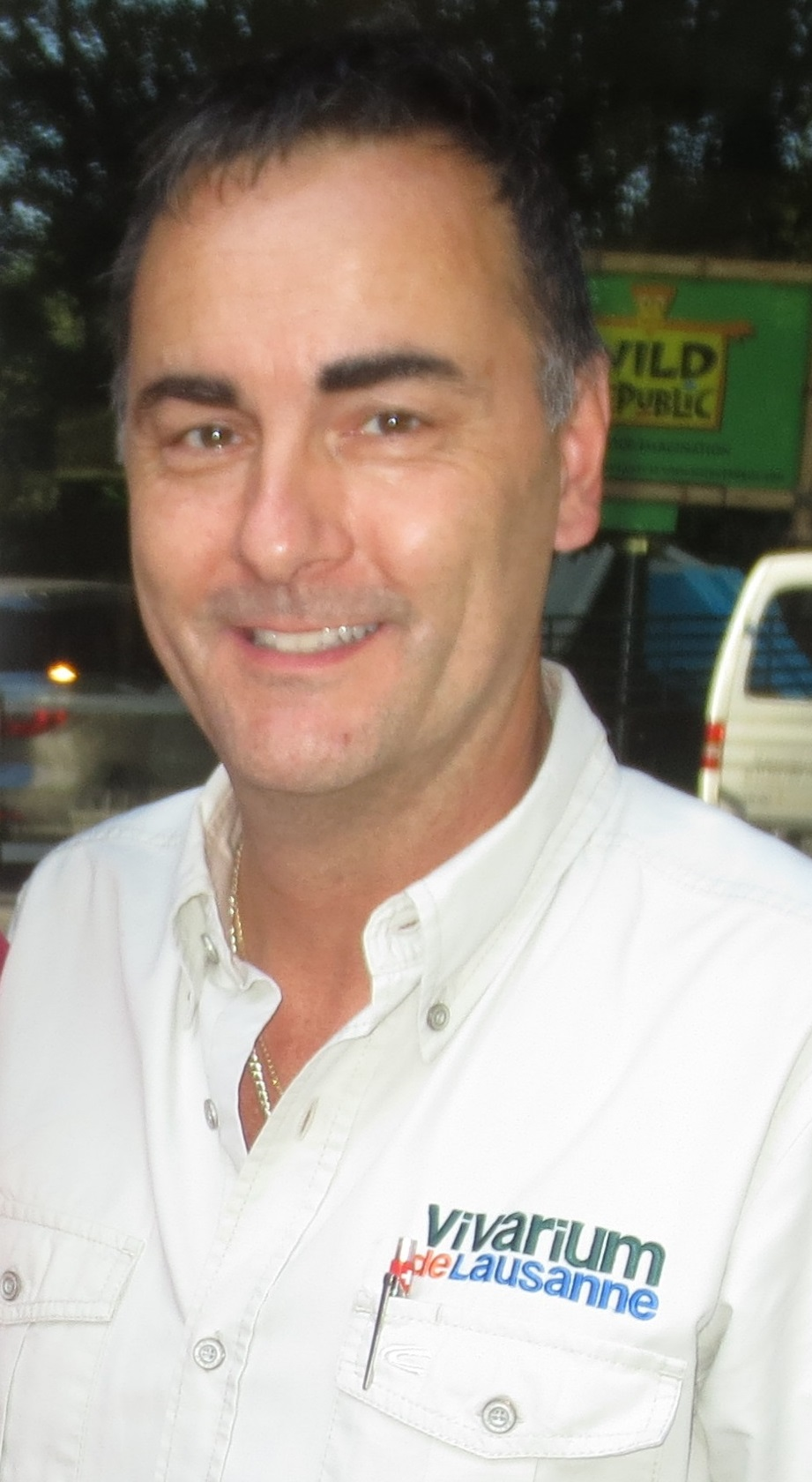
Michel Ansermet

Michel Ansermet, född 20 februari 1965, är en schweizisk sportskytt.
Han blev olympisk silvermedaljör i snabbpistol vid sommarspelen 2000 i Sydney.